# Garon
Der Garon ist ein Fluss in Frankreich, der im Département Rhône in der Region Auvergne-Rhône-Alpes verläuft. Er entspringt im Bergland Monts du Lyonnais, an der Gemeindegrenze von Saint-Martin-en-Haut und Yzeron, entwässert zunächst in östlicher Richtung, dreht dann auf Südost, durchquert den Ballungsraum südwestlich von Lyon und mündet nach insgesamt rund 31 Kilometern an der Gemeindegrenze von Givors und Grigny-sur-Rhône als rechter Nebenfluss in die Rhône.

## Orte am Fluss
(Reihenfolge in Fließrichtung)
- Thurins
- Messimy
- Brignais
- Vourles
- Montagny
- Grigny-sur-Rhône
- Givors